# Cochio-Toulou
Cochio-Toulou est une commune rurale de la préfecture de la Ouaka, en République centrafricaine. Elle s’étend à l’est de la ville de Kouango.

## Géographie
La commune est située au sud de la préfecture de la Ouaka. Elle est limitrophe de la Basse-Kotto. La plupart des villages sont localisés sur l’axe : Ngakobo – Kouango.
|                | Ngougbia      | Yambélé-Ewou |
| Azengué-Mindou | Cochio-Toulou | Bangui-Ketté |
|                | Kouango       | Yabongo      |

## Villages
La commune compte 119 villages en zone rurale recensés en 2003 : Badima, Badja, Banda 1, Bandakandja, Baraga 1, Baraga 2, Beta, Bianga Songomale, Bolo 1, Bolo 2, Botcho, Bouda 1, Bouda 2, Bouda 3, Boundi, Camp Brustier, Camp Coupeurs, Dakpa 1, Dakpa 2, Dakpa 3, (Ngbandeu), Dena, Digo, Djama 1, Djama 2, Djinda, Djipa, Dokoa, Doungba 4, Doungba Mbala, Doungba-Lia Ex Socada, Fondo, Forodoungou, Gala Bourouma, Galabadja, Gawa, Gbada, Gbada 1, Gbada 2, Gbada-Ngbougou, Gbada-Yangao, Gboundi, Goffo, Goffo 2, Gorongbedje, Kama, Kambassera, Kandja, Kanga 1, Kanga 2, Katcho 1, Katcho 2, Kodjo 1, Kodjo 2, Kolingba 1, Kolingba 2, Kolingba 3, Kolingba 4, Kolingba 5, Kota 1, Kota 3, Kotta 2, Kotta 4, Lawanza 1, Lawanza 2, Lekpa 1, Lekpa 2, Le-Na-Le, Lihoto 3, Louma-Mandja, Mbadigoro, Mendeu, Mene, Mindou, Mission (1,2), Moto, Moto Pompe, Ndiwa, Ndouhouda, Ndoukou, Ndoukou 2, Ndoungbangao, Ngadja 1, Ngadja 2, Ngao, Ngawa 1, Ngawa 2, Ngawa 3, Ngboundou, Ngboundou 2, Ngouli, Ngouroudjou, Nguili, Omba, Ouale 1, Ouale 2, Ouale 3, Ouka 1, Ouka 2, Ouma, Oumba Legaza, Ouza, Ouza-Gbassouma, Pama 1, Roma, Rounga, Sabegoude 1, Sabegoude2 Oumar, Saint-Joseph, Sakoua, Soumbala, Tomba 2, Tomba 3, Tomba 4, Varra 1, Varra 2, Yapele, Yiri, Zarra.

## Éducation
La commune compte 10 écoles publiques : à Gofou, Gbada, Rendekouzou, Bianga, Lekpa, Boy-Kotto, Goya, Meudeu, Kossamba et Galabourma.